# Valledupar
Valledupar är en kommun och stad i Colombia.   Den ligger i departementet Cesar, i den norra delen av landet, 600 km norr om huvudstaden Bogotá. Antalet invånare i kommunen är 354 449.
Valledupar är administrativ huvudort för departementet Cesar. och centralorten hade 328 891 invånare år 2008.